# مقاطعة ليه
مقاطعة ليه هي مقاطعة في الهند، تقع في جامو وكشمير، بلغ عدد سكانها 147,104 نسمة وذلك حسب إحصائيات سنة 2010، عاصمتها لياه، تبلغ مساحتها 45,110 كيلومتر مربع.

## الموقع
تشترك في الحدود مع:
- كارجيل.